# 1967 en Belgique
Chronologie de la Belgique
- 1963
- 1964
- 1965
- 1966
- 1967
- 1968
- 1969
- 1970
- 1971

Cette page concerne des événements qui se sont produits durant l'année 1967 du calendrier grégorien, en Belgique.
Cette année fut particulièrement tragique, on y dénombre cinq catastrophes majeures dont l'incendie le plus meurtrier du pays : l'incendie de l'Innovation, qui fit 251 morts le 22 mai.

## Chronologie

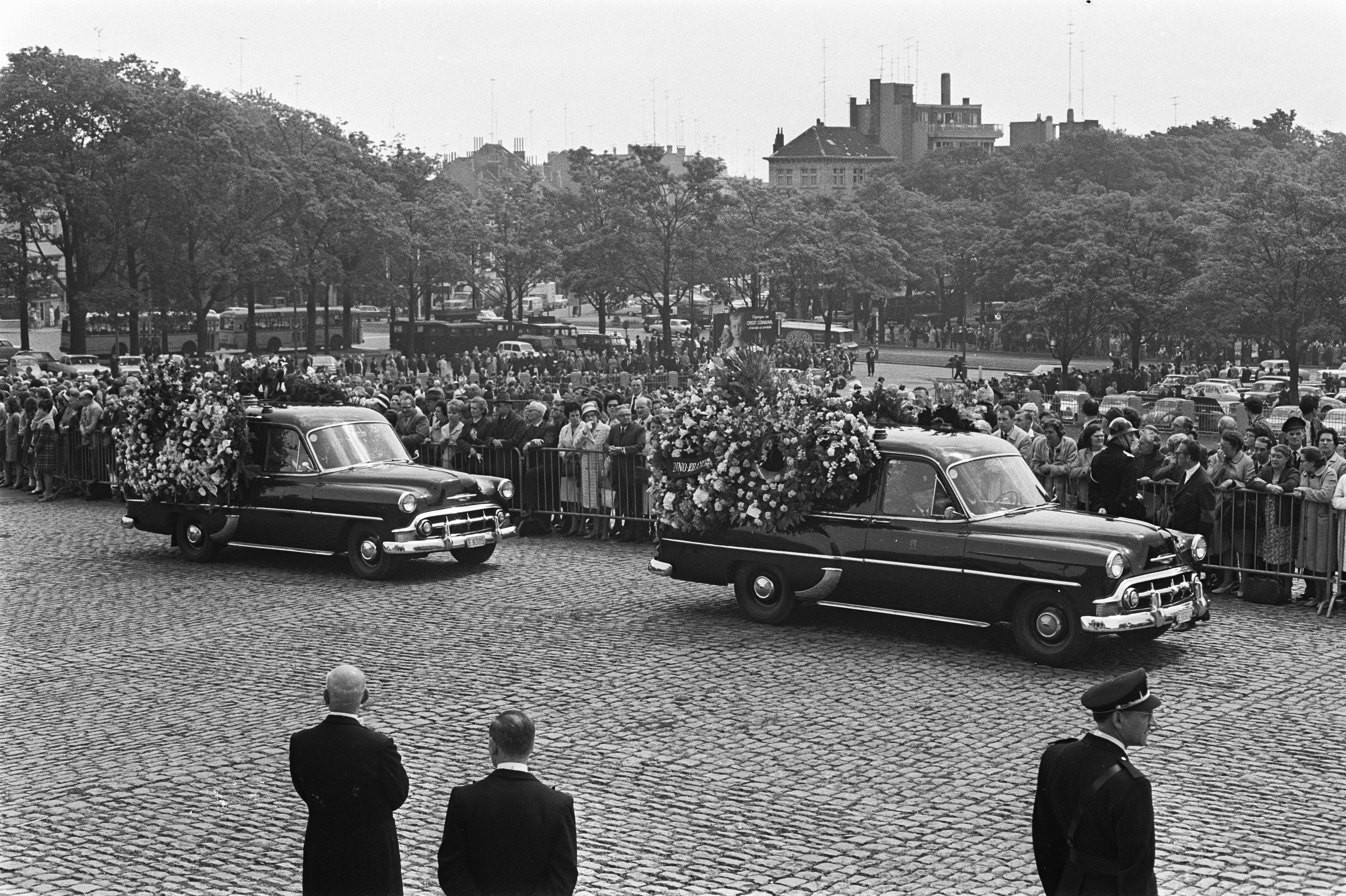
L'année 1967 en Belgique fut particulièrement dramatique, on recense plusieurs catastrophes majeures, dont l'incendie de l'Innovation, le plus meurtrier de l’histoire du pays (251 morts).

### Janvier
- 31 janvier : fin de l'utilisation des locomotives à vapeur.

### Février
- 13 février :
  - Incendie du Val Vert à Itterbeek. On dénombre 21 morts.
  - Incendie du palais de justice de Bruges à la suite de l'explosion d'une bombe.
- 21 février : les cartes d'identité belges sont désormais unilingues (une seule langue nationale : français, néerlandais ou allemand).
- 25 février : le Mouvement populaire wallon réclame la convocation d'une assemblée des parlementaires wallons.

### Mars
- 4 mars : les pouvoirs spéciaux sont accordés jusqu'au 17 novembre au gouvernement Vanden Boeynants I.
- 22 mars : création du diocèse de Hasselt.

### Avril
- 1er avril : le Grand Quartier général des puissances alliées en Europe (SHAPE) s'installe à Casteau[1].
- 8 avril : la Volksunie se dit contre une Belgique fédérale à trois régions.

### Mai
- 16 mai : le Théâtre royal de Liège devient l'Opéra royal de Wallonie.
- 22 mai : incendie de l'Innovation à la rue Neuve (Bruxelles). On dénombre 251 morts et 62 blessés[2].
- 25 mai : à Vaux-sous-Chèvremont, dans la province de Liège, le pont sur la Vesdre dit Hauster, s'effondre alors qu'il est en cours de démolition, tuant cinq personnes, dont quatre pompiers de Liège et en blessant deux autres[3].

### Juin
- 25 juin : une tornade ravage la commune d'Oostmalle (aujourd'hui faisant partie de la commune de Malle), dans la province d'Anvers.

### Juillet
- 13 juillet : les liaisons aériennes entre la Belgique et le Congo sont rétablies.

### Aout

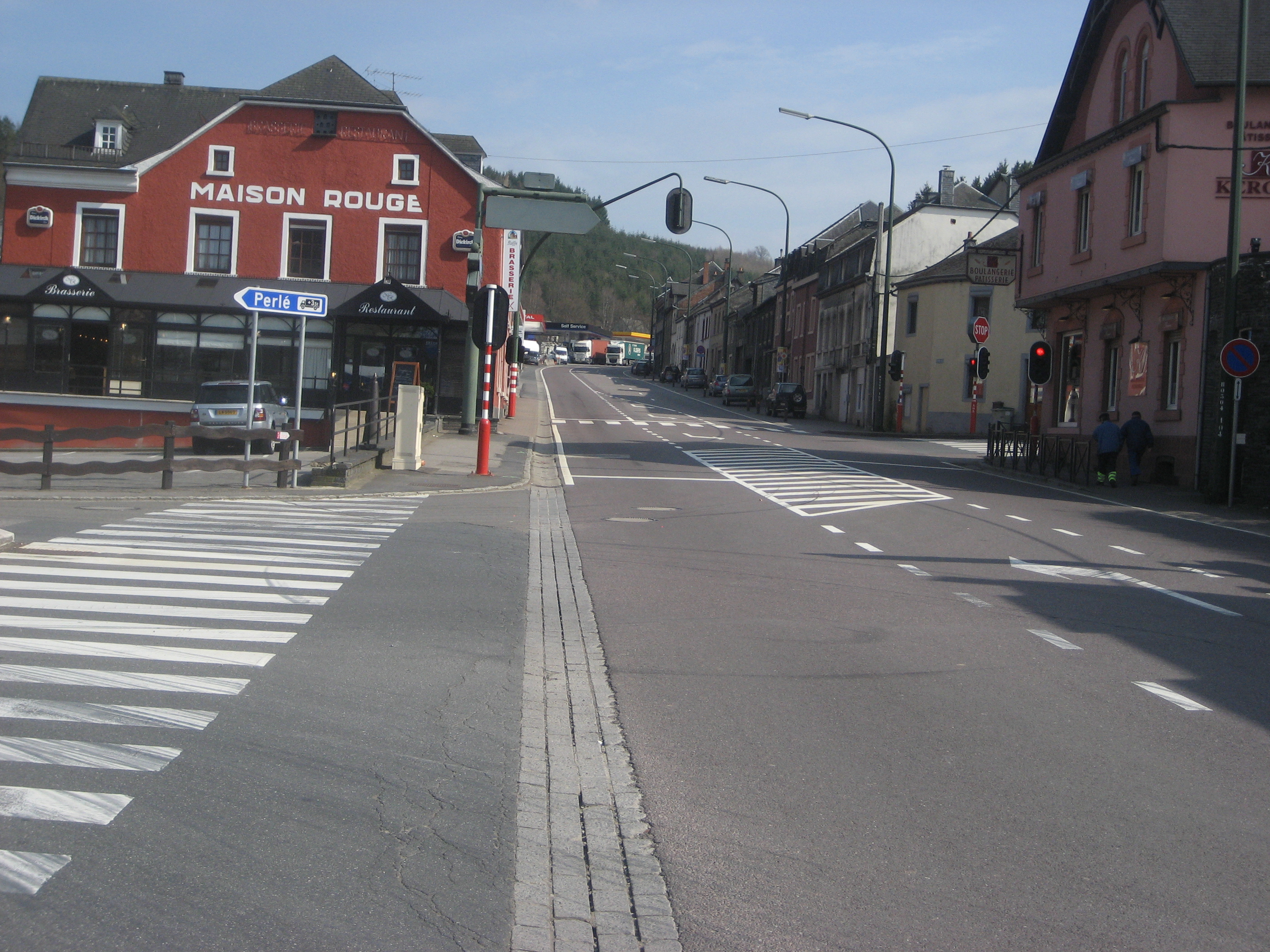
La catastrophe de Martelange fit 22 morts et 47 blessés.

- 5 août : incendie de l'entreprise Bayer à Anvers.
- 13 août : instauration de l'alcootest.
- 21 août : catastrophe de Martelange: Un poids-lourd contenant 47 000 litres de GPL dévale la N4 et percute un pont sur la Sûre à la frontière avec le Grand-Duché de Luxembourg. On dénombre 22 morts et 47 blessés.

### Septembre
- 11 septembre : grève du zèle des douaniers.

### Octobre
- 1er octobre : réuni en congrès, le Parti libéral se prononce en faveur du maintien d'une Belgique unitaire.
- 3 octobre : inauguration en présence du roi Baudouin de l'écluse de Zandvliet, alors la plus grande écluse du monde[1].
- 4 octobre : Accident ferroviaire de Fexhe-le-Haut-Clocher :collision de trois trains, faisant 12 morts.
- 10 octobre : adoption de la loi « contenant le Code judiciaire ».

### Novembre

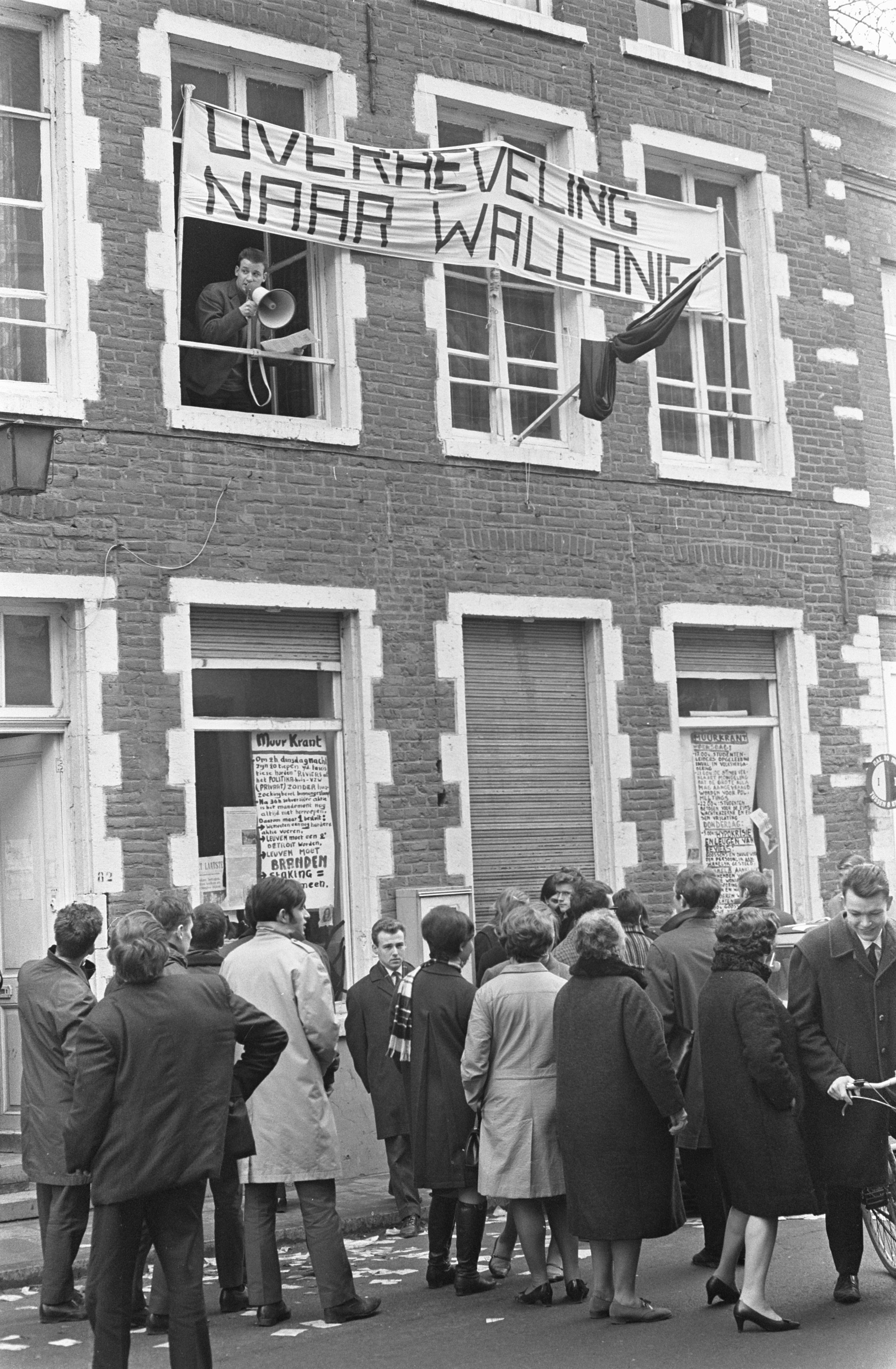
L'affaire de Louvain ou Walen buiten, fut l'une des crises politiques majeures du Royaume et débuta en 1967.

- 5 novembre : trente mille étudiants, dont vingt-sept parlementaires du PSC-CVP, défilent dans les rues d'Anvers pour exiger le départ des étudiants francophones de Louvain[1].

- 16 novembre : grève des médecins.

## Culture

### Architecture

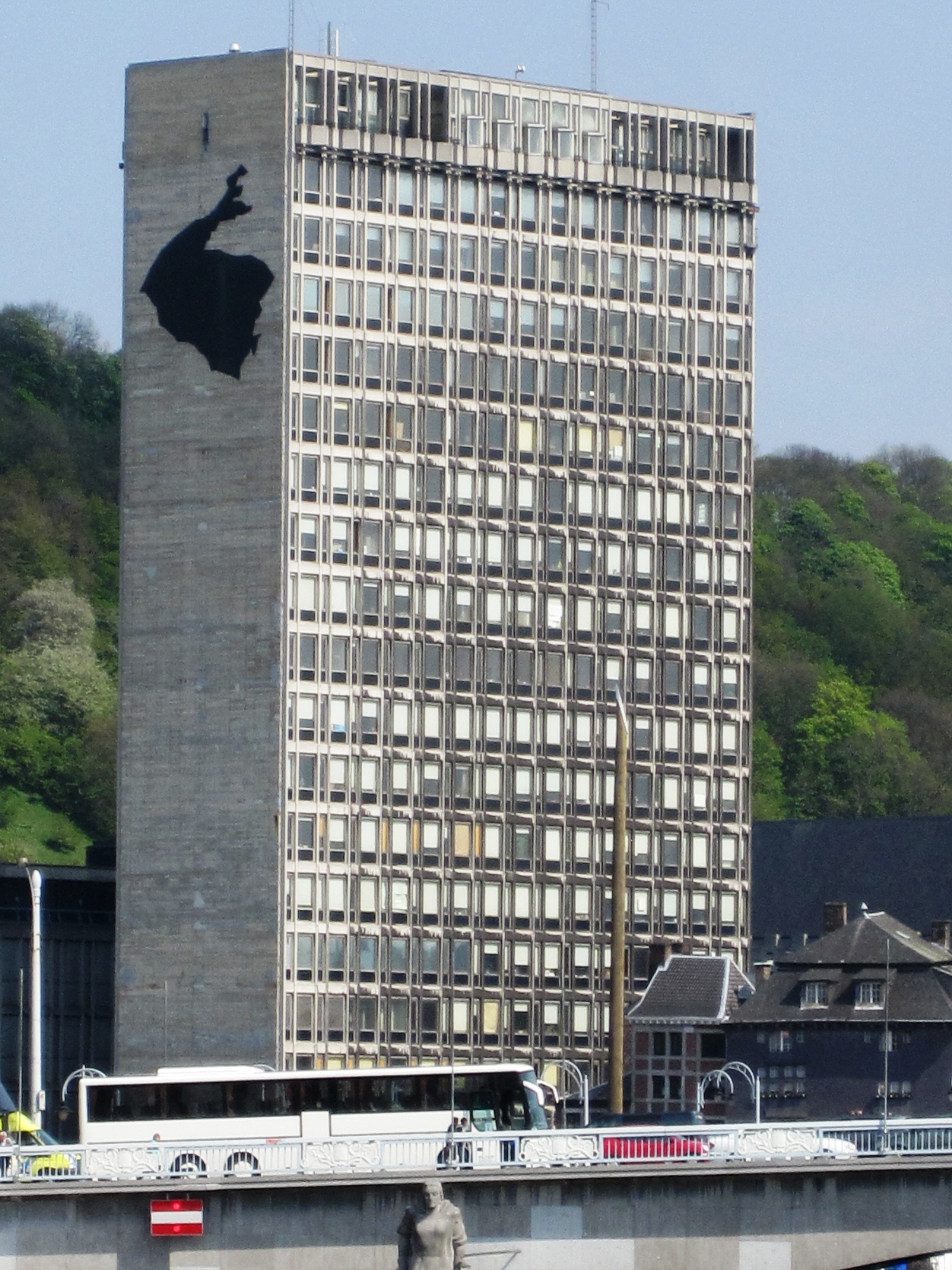
La cité administrative de Liège (Jean Poskin et Henri Bonhomme).

### Bande dessinée
Albums parus en 1967 :
- 60 gags de Boule et Bill de Roba.
- Achille Talon aggrave son cas ! de Greg.
- Alerte atomique de Jean-Michel Charlier et Victor Hubinon.
- L'Affaire du collier d'Edgar P. Jacobs.
- L'Autobus hanté de Mitacq et Jean-Michel Charlier.
- Les Boucaniers et Le Trois-mâts fantôme de Marcel Remacle.
- Calamity Jane, Des barbelés sur la prairie et Tortillas pour les Dalton de Morris et Goscinny.
- Le Chinois à deux roues de Maurice Tillieux.
- Les Flèches de nulle part de Will et Maurice Rosy.
- Les Gaffes d'un gars gonflé de Franquin et Jidéhem.
- La Gondole noire et Le Sceau du Templier de Sirius.
- Piège pour Ric Hochet d'André-Paul Duchâteau et Tibet.
- La Ribambelle s'envole de Roba et Vicq.
- La Schtroumpfette de Peyo.
- Sibylline et la Betterave de Raymond Macherot.

### Cinéma
- Aline de François Weyergans.
- Astérix le Gaulois, film d'animation de Ray Goossens.
- Le Départ de Jerzy Skolimowski.
- Jeudi on chantera comme dimanche de Luc de Heusch.

### Littérature
- Prix Victor-Rossel : Marie Denis, L'Odeur du père.

#### Littérature francophone
- Entre hier et demain, roman de Marianne Pierson-Piérard[4].
- Pour Balthazar, poèmes de Louis Scutenaire[5].
- Le Talisman des Voïvodes, roman d'Henri Vernes.
- Les Vagues peuvent mourir, roman de Charles Paron[6].

#### Romans deGeorges Simenon
- Le Chat.
- Le Déménagement.
- Le Voleur de Maigret.

## Sciences
- Prix Francqui : José J. Fripiat (physique, UCL).

## Naissances
- 18 février : Harry Van Barneveld, judoka.
- 25 mai : Luc Nilis, joueur de football.
- 30 juin : Ruddy Walem, athlète.
- 10 août : Philippe Albert, joueur de football.
- 21 août : Bart De Roover, joueur de football.
- 17 septembre : Koen Wauters, chanteur.

## Décès
- 30 janvier : Paul Divry, médecin
- 31 janvier : Marthe Donas, artiste peintre
- 4 février : Herman Teirlinck, écrivain de langue néerlandaise.
- 1er avril : Harold Charles d'Aspremont Lynden, homme politique.
- 23 avril : Georges Holvoet, homme politique.
- 28 avril : Joseph Mostert, athlète.
- 10 juin : Arthur Prévost, compositeur, chef d'orchestre.
- 21 juin : Charles d'Aspremont Lynden, homme politique.
- 24 juin : Émile van Dievoet, homme politique.
- 6 juillet : Isia Isgour, architecte.
- 24 juillet :  Émile Cornez, homme politique.
- 25 juillet : Joseph Cardijn, cardinal, fondateur de la JOC.
- 15 août : René Magritte, artiste peintre.
- 17 août : Félix Scalais, dernier archevêque belge de Léopoldville.
- 12 septembre : Albert Hustin, médecin.
- 13 septembre : André Declerck, coureur cycliste.
- 19 septembre : Albert Dupuis, compositeur
- 25 novembre : Raoul Daufresne de La Chevalerie, sportif.

## Statistiques
- Population totale au 1er janvier 1967 : 9 556 380 habitants[7].